# چارلز کرتیس
چارلز کرتیس (به انگلیسی: Charles Curtis) وکیل و سیاستمدار عضو حزب جمهوری‌خواه و سی و یکمین معاون اول رئیس جمهور آمریکا از ۱۹۲۹ تا ۱۹۳۱ بود. وی در سال ۱۹۰۷ تا ۱۹۱۳ و ۱۹۱۵ تا ۱۹۲۹ میلادی سناتور ایالت کانزاس در سنای ایالات متحده آمریکا بود.